# Estació de Casp
Casp és una estació de la línia R-42 de Mitjana Distància Renfe situada al nord del nucli urbà de Casp, a la comarca del Baix Aragó-Casp de la província de Saragossa.
Fins al 13 de desembre de 2008 a més de regionals, també efectuava parada, l'Estrella Costa Brava, però aquest va deixar de circular per la línia.
| Mitjana Distància de Renfe  |                 |              |                   |                                                                       |
| Procedència/Destinació      | <               | Línia        | >                 | Procedència/Destinació                                                |
| terminal Saragossa-Delicias | Chiprana Samper | Línia MD Ca6 | Valdepilas Favara | Móra la Nova Barcelona-Estació de França Barcelona-Sant Andreu Comtal |